# Stadio Rujevica
Lo stadio Rujevica (ufficialmente: stadio HNK Rijeka) è un impianto sportivo situato a Fiume, in Croazia. Ospita le partite interne del Rijeka e ha una capienza di 8.279 posti. Inaugurato nell'agosto 2015, lo stadio è stato realizzato come struttura provvisoria in attesa del rifacimento dello stadio Cantrida. 
Lo stadio è parte di un complesso centro sportivo usato come allenamenti dalla squadra e dal suo settore giovanile e dispone di quattro campi di allenamento.

## Storia
La costruzione dell'impianto di Rujevica è iniziata il 14 settembre 2014. Il 28 luglio 2015 lo stadio haottenuto dalla federazione calcistica croata la licenza per ospitare incontri di campionato. Lo stadio è stato così inaugurato il 2 agosto successivo con un incontro tra il Rijeka e la Lokomotiva Zagabria terminato 3-1 in favore dei padroni di casa.
Per rispettare i parametri UEFA per ospitare incontri di Champions League e Coppa UEFA nel 2016 il Rijeka ha annunciato di voler costruire una tribuna lungo il lato nord del terreno di gioco al fine di aumentare la capienza complessiva dell'impianto a 8.000 posti. I lavori sono iniziati l'11 maggio 2017 e sono terminati il 21 luglio successivo. La capienza è stata così aumentata da 6.039 a 8.279 posti.